# エリコン
エリコン (Oerlikon) は、スイスのチューリッヒ州・ファフィコン（ドイツ語圏）に本社を置き、世界37カ国以上で表面処理ソリューションやポリマー加工ソリューション事業を手がけている企業グループ。持株会社OCエリコンホールディング (OC Oerlikon Holding AG) がスイス証券取引所 (SWX) に上場している（SIX: OERL）。

## 概要
現在のエリコンは、大きく以下の2つの事業に分かれ、傘下にグループ会社を保有している。
- Surface Solutions Division（薄膜コーティング・溶射などの表面処理ソリューション）
  - エリコンバルザース、エリコンメテコ（Oerlikon Metco）、Oerlikon AMの3つのブランドを傘下に持つ。
- Polymer Processing Solutions Division（ポリマー加工ソリューション事業）
  - Oerlikon Barmag、Oerlikon Neumag、Oerlikon Nonwoven、Oerlikon hrsflowの4つのブランドを傘下に持つ。

売上としては、表面処理ソリューション事業が68％、ポリマー加工ソリューション事業が29％、その他が3%となっている。
日本には、日本法人エリコンジャパン株式会社がある。

## 年表
- 1851年 - Ernst Leybold により Leybold 社がドイツに設立[2]。
- 1906年 - 既存のエリコン機械類製造会社工作機械部を吸収して、 現在のエリコンの発端となるSchweizerische Werkzeugmaschinenfabrik Oerlikon が設立された[2]。
- 1923年 - Magdeburger Machine Tool Factory に組み込まれ、社名は Machine Tool Factory Oerlikon となった。
- 1936年 - 対空射撃システムの研究開発のためチューリッヒに Contraves AG が設立された。会社名の Contraves はラテン語の「鳥に対する」(contra aves) から。
- 1944年～1946年 - Buhrle が、Contraves AG を買収した。
- 1946年 - リヒテンシュタイン公国にバルザース（現エリコンバルザース）が設立された[2]。
- 1972年～1973年 - Oerlikon-Buhrle Defense と Oerlikon Buhrle Contravesに整理された。
- 1973年 - Oerlikon 社と Buhrle 社が合併。持株会社としてエリコン・ビューレホールディング（Oerlikon-Buhrle Holdings AG）が設立され、スイス証券取引所に上場した[2]。
- 1976年 - エリコン・ビューレホールディングが、真空薄膜製造を行う Balzers 社を買収した[2]。
- 1992年 - Oerlikon-Buhrle Defense と Oerlikon Buhrle Contraves の両社が、Oerlikon Contraves AG に統合された。
- 1993年 - 兵器・弾薬部門が、完全子会社 Oerlikon Contraves Pyrotec AG に分社された。
- 1994/95年 - エリコン・ビューレホールディングが真空ポンプ製造の Leybold 社を買収した[2]。
- 1999年 - エリコン・ビューレホールディングは、兵器部門 Oerlikon Contraves AGをラインメタルに売却。鞄メーカーの Bally と不動産業の Immobilien も外部に売却。
- 2000年 - エリコン・ビューレホールディングが、ユナクシス・ホールディング（Unaxis Holdings AG）に社名変更[2]。
- 2004年 - 半導体ダイボンダーを製造するESEC社を買収[2]。
- 2006年 - ユナクシス・ホールディングが、OCエリコンホールディングに社名変更[2]。
- 2006年 - テキスタイル部門およびドライブシステム部門を設立した。
- 2007年 - Saurer AGを合併[2]。
- 2012年 - 太陽電池部門 (Oerlikon Solar)を、東京エレクトロンに売却[3]。
- 2014年 - スルザーの溶射部門を買収[4]、表面処理部門を設立[2]。
- 2015年 - アドバンストテクノロジー部門をエバテック（Evatec AG）へ移管。
- 2016年 - 真空機器部門 (Oerlikon Vacuum)を、アトラスコプコに売却[5]。
- 2019年 - ドライブシステム部門 (Oerlikon Drive Systems)を、アメリカ合衆国のDana Inc.に売却[6]。
- 2023年 - 3月1日に高級ファスナーメーカーである、Ririの買収を完了した。伴い、高度な表面処理の専門拠点となるOerlikon Finepartsを設立し、ラグジュアリー市場に対応する高級金属部品のプラットフォームを構築した。[7][8]

### 軍事事業

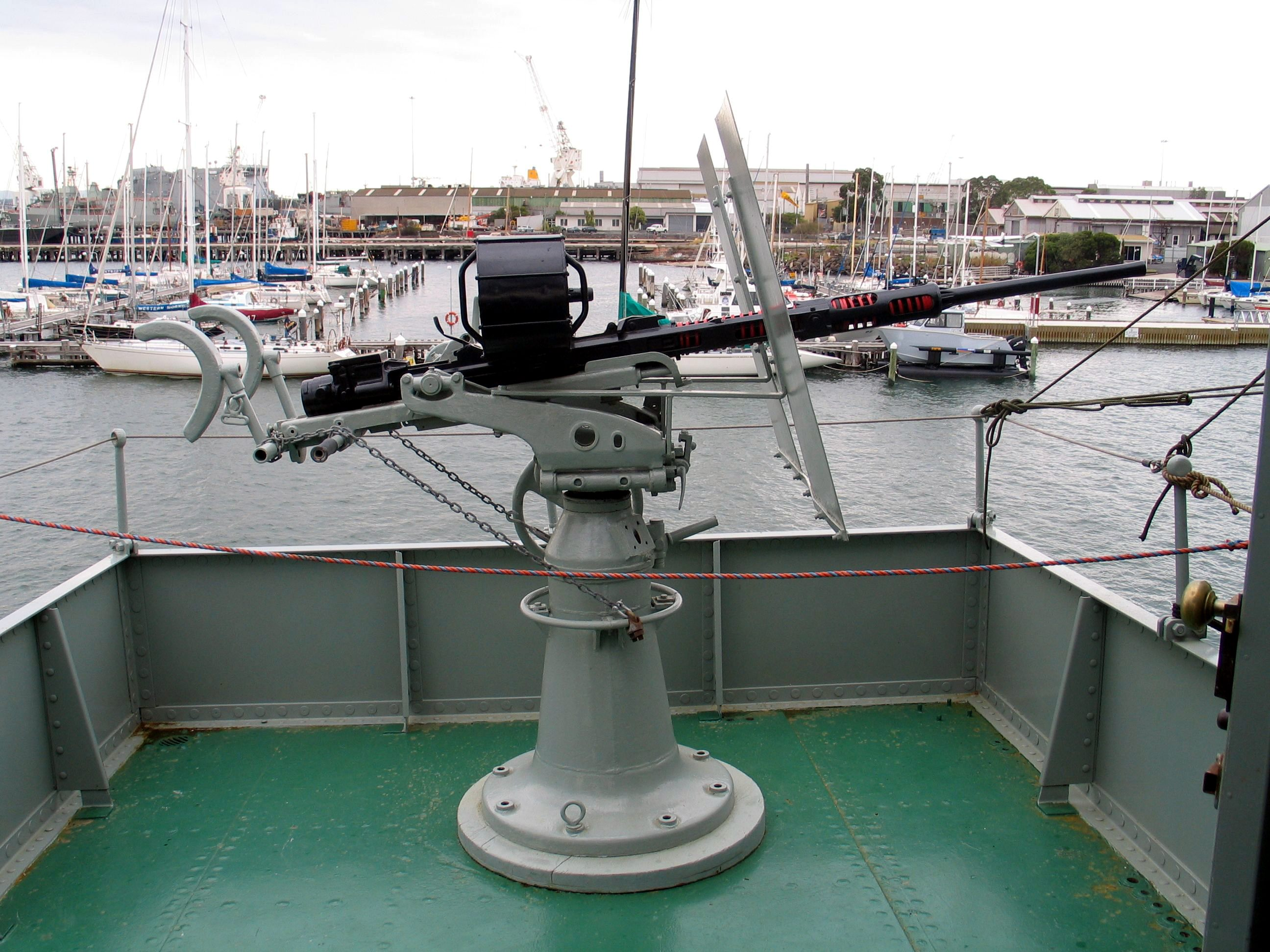
戦後のイギリス軍艦艇に搭載されたエリコンSS 20 mm機関砲のライセンス生産型。航空用のエリコンFFSに準じた型で、同系列の砲の中では最も大きく重く、弾丸も強力である。

精密機械加工に秀逸であったため、その技術を応用した機関砲の製造によりかつてはスイスを代表する兵器メーカーとして名を馳せていたが、その兵器部門は1999年にラインメタルにすべて売却され、現在のエリコンには兵器部門はない。日本でも零式艦上戦闘機に搭載された九九式二〇ミリ機銃はエリコン20mm機関砲をもとに開発されたもので、戦前からエリコンFF系機関砲を設計したメーカーとして知られている。他にも有名なバルカン砲はアメリカのゼネラル・エレクトリックの製品であるが、その通称はエリコンの登録商標である。また、1954年に三菱重工との提携で作られたエリコン旋盤の名称でもその名が知られている。
エリコンの旧兵器部門はエリコン・コントラヴェス・パイロテック (Oerlikon Contraves Pyrotec AG) として、1950年代後半にエリコン35mm連装機関砲を開発し、機関砲とレーダーを連動させた防空システムの開発にも乗り出した。親会社であったエリコン・ビューレホールディング　(Oerlikon-Buhrle Holdings AG) が、1999年に兵器部門をラインメタルに売却した。
主な製品
- エリコン 20 mm 機関砲
  - エリコンFF 20 mm 機関砲
  - エリコンKA 20 mm 機関砲
- エリコンKB 25 mm 機関砲
- エリコンKCA 30 mm 機関砲
- エリコンKCB 30 mm 機関砲
- エリコンKD 35 mm 機関砲
- エリコン ミレニアム
- シー・ガード
- ADATS (Air Defense Anti-Tank System)